# John Horace Parry
John Horace Parry, que firmaba siempre como J. H. Parry (Handsworth, 26 de abril de 1914 - Cambridge, Massachusetts 25 de agosto de 1982), fue un sobresaliente historiador británico del mar. Se interesó especialmente por la aventura marítima de Portugal y España.

## Trayectoria
J. H. Parry estudió en el Clare College, de Cambridge, y se doctoró en historia en 1938. Su carrera académica se interrumpió con la Segunda Guerra. Finalizada ésta, Parry regresó al Clare College, de Cambridge, donde fue profesor de historia entre 1945 y 1949. 
Enseñó en los Estados Unidos, varias veces en Harvard (y publicó muchos de sus libros en California), así como en otros lugares del mundo, como Jamaica y Nigeria. Pero especialmente estuvo trabajando en varias universidades de Gales.
Sus indagaciones como historiador del mar se mantuvieron hasta su muerte. Y todos sus libros se han reeditado hasta el siglo XXI. En Europa y la expansión del mundo (1949), analiza el crucial tránsito de la Edad Media al Renacimiento, así como la formación de las nacionalidades modernas y el desarrollo de los nuevos factores económicos (con las formas sociales consiguientes) a través de la expansión marina. Más centrado en la navegación, El descubrimiento del mar (1974), extenso, sobrio, claro, muy informado, es un clásico.

## Obra
- The Spanish theory of empire in the sixteenth century, 1940
- The audiencia of New Galicia in the sixteenth century: a study in Spanish colonial government, 1948
- Europe and a wider world, 1415-1715, 1949; reimpreso como The establishment of the European hegemony, 1415-1715: trade and exploration in the age of the Renaissance, 1961. Tr.: Europa y la expansión del mundo, 1415-1715, México, FCE, 1986
- The sale of public office in the Spanish Indies under the Habsburgs, 1953
- A short history of the West Indies, 1956, con P.M. Sherlock y A.P. Maingot.
- The cities of the Conquistadores, 1961
- The age of reconnaissance, 1963
- The Spanish seaborne empire, 1966. Tr.: El imperio español de Ultramar, Aguilar, 1970 ISBN 978-84-03-12040-2
- The European reconnaissance: selected documents, 1968
- The discovery of the sea, 1973
- Trade and dominion: the European oversea empires in the eighteenth century, 1971
- The discovery of the sea, 1974. Tr.: El descubrimiento del mar, Barcelona, Crítica, 1989 ISBN 978-84-7423-419-0
- The discovery of South America, 1979
- Romance of the sea, 1981
- New iberian world: a documentary history of the discovery and settlement of Latin America to the early 17th century, con comentarios de John H. Parry y Robert G. Keith; asistido por Michael Jiménez, 1984